# Giro del Piemonte 2020
La 104.ª edición de la clásica ciclista Giro del Piemonte fue una carrera en Italia que se celebró el 12 de agosto de 2020 con inicio en la ciudad Santo Stefano Belbo y final en la ciudad de Barolo sobre un recorrido de 187 kilómetros.
La carrera forma parte del UCI ProSeries 2020, calendario ciclístico mundial de segunda división, dentro de la categoría UCI 1.Pro y fue ganada por el neozelandés George Bennett del Jumbo-Visma. Completaron el podio, como segundo y tercer clasificado respectivamente, el italiano Diego Ulissi del UAE Emirates y el neerlandés Mathieu van der Poel del Alpecin-Fenix.

## Equipos participantes
Tomaron parte en la carrera 18 equipos: 11 de categoría UCI WorldTeam invitados por la organización, 6 de categoría UCI ProTeam y la selección nacional de Italia. Formaron así un pelotón de 124 ciclistas de los que acabaron 94. Los equipos participantes fueron:
| WorldTeams (11)- Astana - CCC Team - Deceuninck-Quick Step - Israel Start-Up Nation - Mitchelton-Scott - Movistar Team - NTT Pro Cycling - Ineos - Jumbo-Visma - Trek-Segafredo - UAE Team Emirates ProTeams (6)- Alpecin-Fenix - Androni Giocattoli-Sidermec - Bardiani CSF Faizanè - Circus-Wanty Gobert - Gazprom-RusVelo - Vini Zabù-KTM Equipo nacional- Italia |
| |

## Clasificación final
- Las clasificaciones finalizaron de la siguiente forma:[4]

| \| Clasificación general \| Clasificación general \| Clasificación general \| Clasificación general \| Clasificación general \| \| Ciclista \| Ciclista \| Equipo \| Tiempo \| \| \| --------------------- \| --------------------- \| --------------------- \| --------------------- \| --------------------- \| \| 1.º \| George Bennett \| Jumbo-Visma \| 4 h 38 min 23 s \| \| \| 2.º \| Diego Ulissi \| UAE Team Emirates \| + 0 s \| \| \| 3.º \| Mathieu van der Poel \| Alpecin-Fenix \| + 4 s \| \| \| 4.º \| Aleksandr Vlásov \| Astana \| + 4 s \| \| \| 5.º \| Simon Geschke \| CCC Team \| + 4 s \| \| \| 6.º \| Alex Aranburu \| Astana \| + 4 s \| \| \| 7.º \| Dries Devenyns \| Deceuninck-Quick Step \| + 4 s \| \| \| 8.º \| Robert Stannard \| Mitchelton-Scott \| + 7 s \| \| \| 9.º \| Giulio Ciccone \| Trek-Segafredo \| + 7 s \| \| \| 10.º \| Attila Valter \| CCC Team \| + 7 s \| \| |                      |                       |                 |
| |                      |                       |                 |
| Fuente: ProCyclingStats |                      |                       |                 |
| Clasificación general |                      |                       |                 |
| Ciclista | Ciclista             | Equipo                | Tiempo          |
| 1.º | George Bennett       | Jumbo-Visma           | 4 h 38 min 23 s |
| 2.º | Diego Ulissi         | UAE Team Emirates     | + 0 s           |
| 3.º | Mathieu van der Poel | Alpecin-Fenix         | + 4 s           |
| 4.º | Aleksandr Vlásov     | Astana                | + 4 s           |
| 5.º | Simon Geschke        | CCC Team              | + 4 s           |
| 6.º | Alex Aranburu        | Astana                | + 4 s           |
| 7.º | Dries Devenyns       | Deceuninck-Quick Step | + 4 s           |
| 8.º | Robert Stannard      | Mitchelton-Scott      | + 7 s           |
| 9.º | Giulio Ciccone       | Trek-Segafredo        | + 7 s           |
| 10.º | Attila Valter        | CCC Team              | + 7 s           |

## UCI World Ranking
El Giro del Piemonte otorgó puntos para el UCI World Ranking para corredores de los equipos en las categorías UCI WorldTeam, UCI ProTeam y Continental. Las siguientes tablas son el baremo de puntuación y los 10 corredores que obtuvieron más puntos:
| Posición              | 1.º | 2.º | 3.º | 4.º | 5.º | 6.º | 7.º | 8.º | 9.º | 10.º | 11.º | 12.º | 13.º | 14.º | 15.º | 16.º-30.º | 31.º-40.º |
| Clasificación general | 200 | 150 | 125 | 100 | 85  | 70  | 60  | 50  | 40  | 35   | 30   | 25   | 20   | 15   | 10   | 5         | 3         |

| Clasificación |                      |                       |         |
| Posición      | Ciclista             | Equipo                | General |
| ------------- | -------------------- | --------------------- | ------- |
| 1.º           | George Bennett       | Jumbo-Visma           | 200     |
| 2.º           | Diego Ulissi         | UAE Emirates          | 150     |
| 3.º           | Mathieu van der Poel | Alpecin-Fenix         | 125     |
| 4.º           | Aleksandr Vlasov     | Astana                | 100     |
| 5.º           | Simon Geschke        | CCC                   | 85      |
| 6.º           | Alex Aranburu        | Astana                | 70      |
| 7.º           | Dries Devenyns       | Deceuninck-Quick Step | 60      |
| 8.º           | Robert Stannard      | Mitchelton-Scott      | 50      |
| 9.º           | Giulio Ciccone       | Trek-Segafredo        | 40      |
| 10.º          | Attila Valter        | CCC                   | 35      |